# Autographa caladii
Autographa caladii är en fjärilsart som beskrevs av Jan Sepp 1855. Autographa caladii ingår i släktet Autographa och familjen nattflyn. Inga underarter finns listade i Catalogue of Life.